# Phillip Allen Sharp

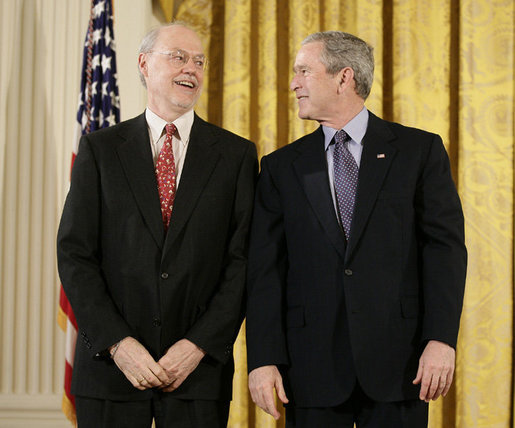
Philip Allen Sharp i George W. Bush el 13 de febrer de 2006 a l'Institut Tecnològic de Massachusetts

Philip Allen Sharp (Falmouth Kentucky, Estats Units 1944) és un biòleg molecular, genetista i professor universitari estatunidenc guardonat amb el Premi Nobel de Medicina o Fisiologia l'any 1993.

## Biografia
Va néixer el 6 de juny de 1944 a la ciutat de Falmouth, població situada a l'estat nord-americà de Kentucky. Va estudiar química a la Universitat d'Illinois, en la qual va obtenir el doctorat el 1969 especialitzant-se en biologia molecular i bioquímica. Aquell mateix any va començar a treballar a l'Institut Tecnològic de Califòrnia, on ha realitzat totes les seves investigacions. Des de 1974 és professor a l'Institut Tecnològic de Massachusetts.

## Recerca científica
Inicià la seva recerca científica al Caltech sota la direcció de James D. Watson, especialment sobre el plasmidi i l'expressió gènica. El 1977, durant la seva estada al MIT, va poder demostrar l'existència de gens partits o discontinus, amb segments que codifiquen la proteïna (exons) separats d'uns altres sense informació genètica (introns). Aquesta troballa va ser feta alhora pel britànic Richard John Roberts, tot i que de manera independent.
Aquesta troballa fou considerada de gran importància teòrica, pels seus punts d'unió amb l'evolució biològica, i pràctic, pel seu estudis de l'estructura i funció dels gens, la transformació tumoral i la seva reversibilitat, entre altres aspectes. Així mateix l'any 1993 ambdós científics foren guardonats amb el Premi Nobel de Medicina o Fisiologia.